# 高橋安人
高橋 安人（たかはし やすんど、1912年（明治45年）6月12日 - 1996年（平成8年）10月29日）は、日本の機械工学者。工学博士（東京帝国大学）、カリフォルニア大学バークレー校名誉教授、豊橋技術科学大学名誉教授。当初は伝熱工学を専攻していたが、太平洋戦争後は日本の制御工学の草分けとして活躍した。世界の先端技術を日本に広めるとともに、日米の懸け橋としても功績がある。
名古屋帝国大学助教授、東京大学生産技術研究所教授、カリフォルニア大学バークレー校教授、豊橋技術科学大学教授を歴任。1978年にRufus Oldenburger Medal、1994年に計測自動制御学会最初の功績賞を受賞。勲三等受勲。

## 来歴・人物
1935年（昭和10年）に東京帝国大学工学部機械工学科を卒業し、1937年までは鉄道省に在籍した。横浜高等工業学校や名古屋帝国大学を経て、1944年より東京帝国大学第二工学部教授。伝熱工学の研究に従事し、1946年1月に同大学で学位を取得する。
同年6月には自動制御の研究を開始する。東京大学生産技術研究所で所属し、自動制御懇話会（自動制御研究会、計測自動制御学会の前身の一つ）の立ち上げにも貢献する。1954年（昭和29年）から1956年までフルブライト研究員として渡米。マサチューセッツ工科大学（MIT）とカリフォルニア大学バークレー校で客員教授を務める。この時、NC工作機械の情報を日本に伝えるのに一役買っている。
その後「アメリカにいた方がむしろ日本の学界へ貢献できそうだ」と考え、声もかかっていたカリフォルニア大学バークレー校へ移籍。1958年（昭和33年）から1979年（昭和54年）まで、21年間テニュアとして教授職を務める。1979年9月から1976年（昭和51年）に開学したばかりの豊橋技術科学大学に招かれ、同大学で語学センター長や国際交流問題懇談会の座長（後、国際交流委員会委員長）を務め、カリフォルニア大学バークレー校との大学間協定に尽力した。
以後はミクニ・バークレーR&Dの顧問を務め、バークレーの自宅で過ごした。学会誌などに多様な記事（#著作の節を参照）を書いていた高橋は、1980年頃から新聞記事の要約を毎月まとめるようになり、インターネット時代になってからも毎月新聞のような電子メールを研究者仲間へ送っていた。

## 著書

### 単著
- 『機械人間の話』目黒書店、1949年5月。
- 『自動制御』科学技術社、1949年9月。
- 『自動制御理論』岩波書店〈岩波全書199〉、1954年10月。／改訂版、1959年12月。
- 『自動制御計算法』共立出版、1954年。1959年改装版、1970年、改訂版。
- 『システムと制御』岩波書店、1968年9月。／1978年、第二版。
- 『コンピュータによるダイナミックシステム論』科学技術社、丸善（発売）、1970年11月。
- 『ディジタル制御』岩波書店、1985年3月。
- 『ニューラルネットワークによる非線形系及び非定常系の最適予測適応制御』科学技術社、1992年9月。

### 共著
- 高橋安人ほか『力学演習』誠文堂新光社〈大学理科全書〉、1951年。
- Yasundo Takahashi, Michael J. Rabins and David M. Auslander (1970). Control and dynamic systems. solutions manual. Addison-Wesley Pub. Co.
- David M. Auslander, Yasundo Takahashi and Michael J. Rabins (1974). Introducing systems and control. International student ed.. McGraw-Hill Kogakusha
- 高橋安人、Michael J.Rabins, David M.Auslander 著、高橋安人、北森俊行 訳 編『制御と力学系』コロナ社、1977年10月。
- 高橋安人、臼井支朗『自動制御論』オーム社〈Ohmコースウェア動く理論シリーズ〉、1990年5月。ISBN 427402184X。ISBN 9784274021848

### 編著
- 高橋安人 編『コントロール・エンジニヤ ― 自動制御の実際資料』誠文堂新光社。1951-1954年、第1集-第3集。高橋安人 編『プロセス自動制御の常識』誠文堂新光社、1953年4月。コントロール・エンジニヤ : 自動制御の実際資料 / 高橋安人編 別冊
- 『自動制御論』共立出版、1956年11月。
- 高橋安人編著『パーソナルコンピュータによる自動制御計算法』オーム社、1982年12月。
- 高橋安人編著『神々のたそがれ ― 日米の戦後50年』オーム社〈テクノライフ選書〉、1995年12月。ISBN 4274023079。ISBN 978-4274023071

### 翻訳
- G.フリゥゲル 著、高橋安人、柴山東八 訳 編『蒸汽タービン』コロナ社。1938年、上・下巻。1953年『蒸気タービン』。
- シャック 著、高橋安人 訳 編『應用傳熱』コロナ社、1943年10月。／『応用伝熱』1965年。
- M. ten Bosch 著、高橋安人 譯 編『實際家のための工業傳熱論』コロナ社、1942年3月。
- von M. ten Bosch 著、高橋安人 訳 編『工業伝熱論』コロナ社、1943年12月。
- W. Oppelt 著、高橋安人 訳 編『基礎自動制御論』科学技術社、1952年6月。
- オッペルト 著、高橋安人 訳 編『連続自動制御論』科学技術社、1952年。
- Minneapolis Honeywell Regulator Company,Minneapolis Honeywell Regulator Company 編 著、高橋安人 訳 編『プロセス自動制御の常識』誠文堂新光社、1953年。
- 高橋安人、Michael J.Rabins, David M.Auslander 著、高橋安人、北森俊行 訳 編『制御と力学系』コロナ社、1977年10月。
- R.C.オルデンブルグ, H.サルトリウス 著、高橋安人、伊沢計介 訳 編『自動制御の力学』誠文堂新光社、1953年10月。1962年1月、改訂版。

## 著作

### 学位論文
- 『再生式熱交換』東京帝国大学〈博士論文〉、1946年1月23日。

### 解説
- 「米英独の標準自動制御用語」『計測』第3巻第3号、1953年、102-105,116。
- 「自動制御計算の工學的手法」『日本物理学会誌』第9巻第3号、1954年、181-187頁。
- 「アメリカの大学の自動制御教育」『自動制御』第4巻第1号、1957年、57-58頁。
- 「自動制御の歩み」『燃料協会誌』第36巻第7号、1957年、562-565頁。
- 「制御理論の行方」『計測と制御』第14巻第1号、1975年、2-6頁。
- 「ニューロ回路による適応制御」『計測と制御』第29巻第8号、1990年、729-733頁。

### 報告
- 「ゴルドン研究会議の計装集会」『計測』第5巻第10号、1955年、488-489頁。
- 「シカゴ紀行 1955年2月ボストンにて」『計測』第5巻第5号、1955年、221-222頁。
- 「アメリカの大学教授生活」『生産研究』第9巻第6号、1957年6月、278-280頁。
- 「サンフランシスコ都市圏の高速鉄道」『計測と制御』第12巻第4号、1973年、317-327頁。

### 記事
- 「協力と創意」『自動制御』第1巻第3号、1954年、130頁。
- 「科学の急速な進歩と工学」『日本機械学会誌』第64巻第514号、1961年11月、1539-1540頁。
- 「十周年に寄せて」『計測と制御』第11巻第1号、1972年、2-3頁。
- 「技術と人間の未来」『日本機械学会誌』第85巻第758号、1982年1月、19-23頁。
- 「時代に遅れないように ― 高橋安人教授からのメッセージ」『日本機械学会誌』第98巻第914号、1995年、3-4頁。